# Сербські Карпати
Се́рбські Карпа́ти (серб. Српски Карпати) — гірський хребет у східній Сербії і південна частина Карпатських гір.
Сербські Карпати розташовані на правій стороні Дунаю на схід Морави-басейну, на захід від річки Тимок і на північ від Ніша, включаються до Балканських гір на півдні. Займають 0,35 % всього Карпатського регіону. Найбільша висота становить 1565 м, середня висота досягає від 800 до 1500 м. По суті, це карстові вапняки.